# ジョン・デフランシス
ジョン・デフランシス（John DeFrancis、1911年8月31日 – 2009年1月2日）はアメリカ合衆国の言語学者。
中国語の文法教科書シリーズ、および東アジアの言語政策の研究で知られる。著書に『中国語：事実と神話』(Chinese Language: Fact and Fantasy) など。

## 生涯
デフランシスはコネチカット州ブリッジポートに生まれた。1933年にイェール大学の経済学部を卒業したものの、大恐慌のために国内で職が得られなかったため、中国に渡り、北平で図書館員として働いた。
1936年に帰国し、再びイェール大学でジョージ・A・ケネディに、ついでコロンビア大学で中国学を学んだ。
1947年にジョンズ・ホプキンズ大学ペイジ国際関係大学院の助教の職を得た。1948年に中国の国語運動に関する博士論文を書いた。しかしマッカーシズムに対して院長のオーウェン・ラティモアを擁護したことが原因で、1954年に職を失った。デフランシスは赤狩りの嵐がおさまるまで大学に職を得られず、数学教師をして過ごした。
1961年に祖炳民(John B. Tsu)に招かれ、シートン・ホール大学の中国語研究教授(research professor)として全12冊の中国語教材を編集した。このシリーズは米国の代表的な中国語教材として長く使われた。
1966年にはハワイ大学の中国語教授に就任し、1976年に退官した。退官後は盛んに著作活動を行った。
北京ダックを喉につまらせたことが原因で2009年に死亡した。

## 主な著作
イェール大学出版局から出版された1960年代の中国語教材シリーズ は中国語の初級・中級・上級の3冊の教科書（いずれもピンインのみで記されている）と、それぞれの漢字つきの本、読本（初・中級各2冊、上級1冊）、『毛主席語録』から構成される。初級の教科書と読本の4冊は1970年代に改訂版が出ている。
『ABC Chinese-English Dictionary』(1996)は、アルファベット順のコンピュータ化された(Alphabetically Based Computerized, ABC)中国語データをもとにした辞典シリーズの最初の出版物である。中国語学習ソフトウェア「文林」(Wenlin)にもこのデータが含まれている。
デフランシスはアジアの言語政策に関する著書を数多く公にしている。
- Nationalism and Language Reform in China. Princeton University Press. (1950)

博士論文をもとにした中国の国語・文字改革運動に関する本。
- Colonialism and Language Policy in Vietnam. Mouton. (1977)

ベトナムが占領による中国・フランスの影響を受けながら、最終的にベトナム語とクオック・グー使用に落ちつくまでの複雑な経緯を記す。
- Chinese Language: Fact and Fantasy. University of Hawaii Press. (1984)

もっとも有名な著書。ブドバーグ、ケネディ、周有光らの研究を使用して、「漢字は表意文字である」、「中国語は単音節言語である」などの中国語や漢字を特殊なものと見る説を迷信として退け、また中国の文字改革運動とその失敗を記す。
- Visible Speech: The Diverse Oneness of Writing Systems. University of Hawaii Press. (1989)

上の『Chinese Language: Fact and Fantasy』を文字全般に広げた著書。イグナス・ゲルブが表語文字を音節文字や音素文字と同列に並べたことに反対し、すべての文字は表音文字であるとした。漢字の形符は意味を表すよりも単に同音字を区別するための符丁になっており、このような文字が必要になるのは話し言葉で使わない古語が書き言葉の中に大量に紛れこんでいるためであるとした。
デフランシスは1935年に友人と半年かけてチンギス・ハーンの足取りをたどる冒険を行った。その時の旅行記が晩年にまとめられている。
- In the Footsteps of Genghis Khan. University of Hawaii Press. (1993)